# Morris Air
Morris Air war eine amerikanische Billigfluggesellschaft mit Sitz in Salt Lake City.

## Geschichte
Morris Air wurde 1992 von der gleichnamigen Reisebürobesitzerin June Morris gegründet. Diese nutzte für die Durchführung ihrer eigenen Veranstaltertouren bis dahin nur Flugzeuge anderer Fluggesellschaften. Morris kam auf die Idee, die bis zu 300 wöchentlichen Charterflüge auch als Linienflüge anzubieten. So gelang es Morris Air mit 11 geleasten Boeing 737-300 in kurzer Zeit ein großes Streckennetz aufzubauen und zu einem beachteten Konkurrenten der etablierten Gesellschaften aufzusteigen.
Die Flotte wurde innerhalb eines Jahres auf 21 Boeing 737-300 erweitert, während Morris Air von Beginn an schwarze Zahlen schrieb. Infolge des schnell wachsenden Erfolges unterbreitete Southwest Airlines ein Übernahmeangebot in Höhe von 130 Mio. US-$.
Morris Air akzeptierte dieses Angebot und baute das Streckennetz vorerst unter eigenem Namen weiter für Southwest aus.
1995 fusionierten Southwest und Morris Air, letztere verschwand aus dem Außenauftritt.
June Morris verblieb im Verwaltungsrat der Southwest, bis sie sich schließlich im Mai 2006 aus der Branche zurückzog.

## Flugziele
Von Salt Lake City aus wurden vornehmlich Ziele im Westen der Vereinigten Staaten bedient.

## Flotte

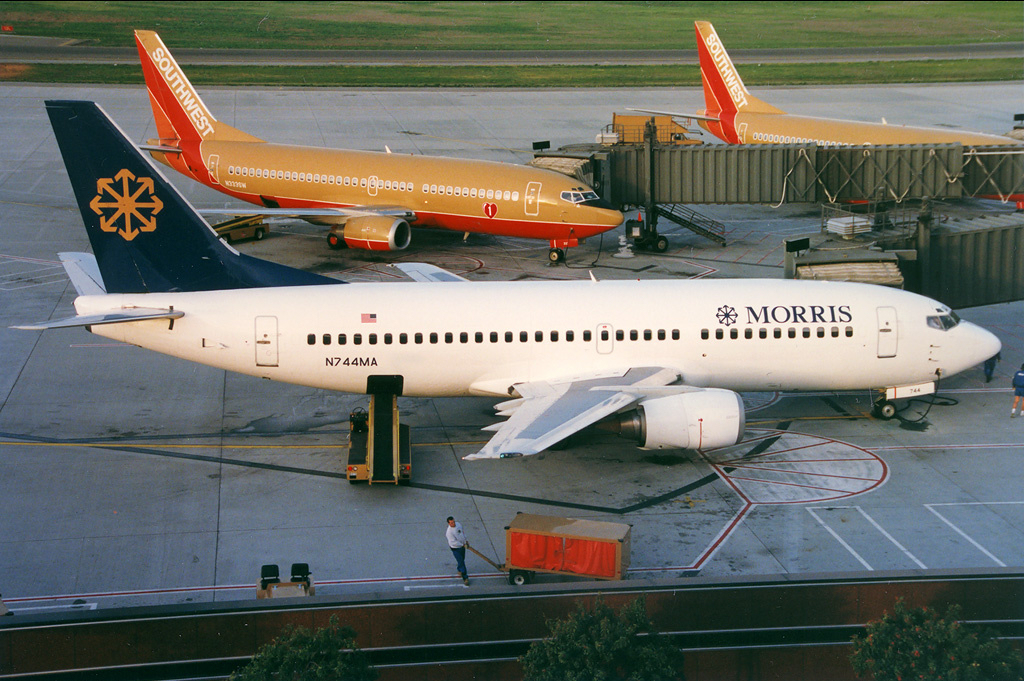
Boeing 737-300 der Morris Air mit goldenem Logo auf dem Leitwerk und abgewandeltem Schriftzug

Die Flotte der Morris Air bestand aus 21 Boeing 737-300, die nach der Fusion allesamt in den Bestand der Southwest übergingen.